# Dionisio Neagrus Laurerio

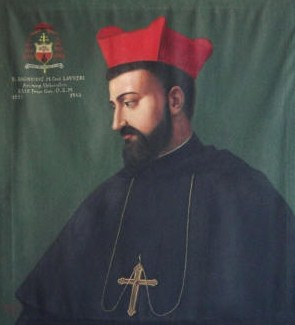
Kardinal Dionisio Laurerio (Porträt 1535–1542)

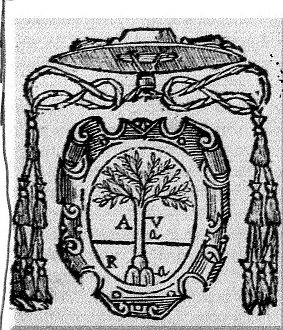
Kardinalswappen von Dionisio Laurerio

Dionisio Neagrus Laurerio OSM (* 1497 in Benevent, Italien; † 17. September 1542 in Rom) war ein Kardinal der Römischen Kirche.

## Leben
Dionisio Laurerio war der Sohn einer kaum bekannten Familie aus Florenz. Schon in jungen Jahren trat er in den Orden der Serviten ein, er studierte in Priesterseminaren des Ordens und erlangte 1521 einen Doktorgrad. Nach seiner Priesterweihe war er als Dozent für Philosophie, Metaphysik, Mathematik und Theologie an den Universitäten von Perugia und Bologna tätig. Von 1526 bis 1529 war er in Rom und entwickelte sich zu einem hervorragenden Redner.

## Päpstlicher Nuntius und Generalsuperior
Am 18. Mai 1528 wählte ihn das Ordenskapitel der Serviten zum Prokurator (Finanzverwalter). Im Jahr 1534 sandte ihn Papst Klemens VII. (1523–1534) nach London um zwischen dem Heiligen Stuhl und König Heinrich VIII. von England zu vermitteln. Während dieser Mission entstand die Freundschaft mit Kardinal Alessandro Farnese, dem späteren Papst Paul III. (1534–1549). Am 22. Januar 1535 wurde er zum Generalvikar seines Ordens berufen. Das Ordenskapitel wählte ihn auf der Versammlung in Budrio am 27. April 1535 zum Generalsuperior der Serviten. Er hatte darum gebeten, nicht zum Ordensoberen gewählt zu werden, und legte bereits 1542 auf dem von ihm einberufenen Ordenskapitel dieses Amt nieder. Am 23. Oktober 1536 ernannte Paul III. Laurerio zum Apostolischen Nuntius in Schottland, er war aber niemals in Schottland, sondern regelte von Paris aus die Aufgaben. In den Jahren 1537 bis 1538 unterstützte er, allerdings nicht sehr erfolgreich, in Frankreich den Ausbau der Servitenklöster.

## Bischof und Kardinal
Im Konsistorium vom 19. Dezember 1539 wurde Dionisio Laurerio von Papst Paul III. zum Kardinal erhoben und erhielt am 22. Dezember 1539 den Roten Hut. Seit dem 28. Januar 1540 war er Kardinalpriester von San Marcello, der Klosterkirche der Serviten in Rom. Am 13. Februar 1540 wurde er zum Erzbischof von Urbino ernannt. Während seiner Bischofszeit trat er vermehrt für eine qualitative Besetzung von kirchlichen Ämtern ein und förderte geeignete Personen. Als Bischof von Urbino begleitete er den Papst auf mehreren Versammlungen, er wurde sein persönlicher Berater und wurde in wichtige Kommissionen berufen.

## Großinquisitor und Macht
Am 4. Juli 1542 berief ihn Paul III. zu den ersten sechs Mitgliedern der Sacra Congregatione Romanae et universalis Inquisitionis. Von 1540 bis 1542 war er Mitglied am Päpstlichen Gerichtshof. Am 11. August 1542 wurde er zum Päpstlichen Legaten im Erzbistum Benevent und zum Verwalter der Kirchenregion Kampanien ernannt. Ebenfalls im Jahr 1542 wurden ihm die Einkünfte und Vermögen des Erzbistums Benevent in commendam übertragen.